# Screen Actors Guild Award voor een uitstekende prestatie door een vrouwelijke acteur in een hoofdrol
De Screen Actors Guild Award voor een uitstekende prestatie door een vrouwelijke acteur in een hoofdrol (Engels: Outstanding Performance by a Female Actor in a Leading Role) wordt sinds 1994 uitgereikt. Jodie Foster mocht de prijs als eerste in ontvangst nemen.

## Winnaars en genomineerden
De winnaars staan bovenaan in vette letters op een gele achtergrond. De overige acteurs en films die werden genomineerd staan eronder vermeld in alfabetische volgorde.

### 1994-1999
| Jaar                 | Acteur                        | Film |
| -------------------- | ----------------------------- | ---- |
| 1994 (1e)            |                               |      |
| Jodie Foster         | Nell                          |      |
| Jessica Lange        | Blue Sky                      |      |
| Meg Ryan             | When a Man Loves a Woman      |      |
| Susan Sarandon       | The Client                    |      |
| Meryl Streep         | The River Wild                |      |
| 1995 (2e)            |                               |      |
| Susan Sarandon       | Dead Man Walking              |      |
| Joan Allen           | Nixon                         |      |
| Elisabeth Shue       | Leaving Las Vegas             |      |
| Meryl Streep         | The Bridges of Madison County |      |
| Emma Thompson        | Sense and Sensibility         |      |
| 1996 (3e)            |                               |      |
| Frances McDormand    | Fargo                         |      |
| Brenda Blethyn       | Secrets & Lies                |      |
| Diane Keaton         | Marvin's Room                 |      |
| Gena Rowlands        | Unhook the Stars              |      |
| Kristin Scott Thomas | The English Patient           |      |
| 1997 (4e)            |                               |      |
| Helen Hunt           | As Good as It Gets            |      |
| Helena Bonham Carter | The Wings of the Dove         |      |
| Judi Dench           | Mrs. Brown                    |      |
| Pam Grier            | Jackie Brown                  |      |
| Kate Winslet         | Titanic                       |      |
| Robin Wright Penn    | She's So Lovely               |      |
| 1998 (5e)            |                               |      |
| Gwyneth Paltrow      | Shakespeare in Love           |      |
| Cate Blanchett       | Elizabeth                     |      |
| Jane Horrocks        | Little Voice                  |      |
| Meryl Streep         | One True Thing                |      |
| Emily Watson         | Hilary and Jackie             |      |
| 1999 (6e)            |                               |      |
| Annette Bening       | American Beauty               |      |
| Janet McTeer         | Tumbleweeds                   |      |
| Julianne Moore       | The End of the Affair         |      |
| Meryl Streep         | Music of the Heart            |      |
| Hilary Swank         | Boys Don't Cry                |      |

### 2000-2009
| Jaar                    | Acteur                                          | Film |
| ----------------------- | ----------------------------------------------- | ---- |
| 2000 (7e)               |                                                 |      |
| Julia Roberts           | Erin Brockovich                                 |      |
| Joan Allen              | The Contender                                   |      |
| Juliette Binoche        | Chocolat                                        |      |
| Ellen Burstyn           | Requiem for a Dream                             |      |
| Laura Linney            | You Can Count on Me                             |      |
| 2001 (8e)               |                                                 |      |
| Halle Berry             | Monster's Ball                                  |      |
| Jennifer Connelly       | A Beautiful Mind                                |      |
| Judi Dench              | Iris                                            |      |
| Sissy Spacek            | In the Bedroom                                  |      |
| Renée Zellweger         | Bridget Jones's Diary                           |      |
| 2002 (9e)               |                                                 |      |
| Renée Zellweger         | Chicago                                         |      |
| Salma Hayek             | Frida                                           |      |
| Nicole Kidman           | The Hours                                       |      |
| Diane Lane              | Unfaithful                                      |      |
| Julianne Moore          | Far from Heaven                                 |      |
| 2003 (10e)              |                                                 |      |
| Charlize Theron         | Monster                                         |      |
| Patricia Clarkson       | The Station Agent                               |      |
| Diane Keaton            | Something's Gotta Give                          |      |
| Naomi Watts             | 21 Grams                                        |      |
| Evan Rachel Wood        | Thirteen                                        |      |
| 2004 (11e)              |                                                 |      |
| Hilary Swank            | Million Dollar Baby                             |      |
| Annette Bening          | Being Julia                                     |      |
| Catalina Sandino Moreno | Maria Full of Grace                             |      |
| Imelda Staunton         | Vera Drake                                      |      |
| Kate Winslet            | Eternal Sunshine of the Spotless Mind           |      |
| 2005 (12e)              |                                                 |      |
| Reese Witherspoon       | Walk the Line                                   |      |
| Judi Dench              | Mrs. Henderson Presents                         |      |
| Felicity Huffman        | Transamerica                                    |      |
| Charlize Theron         | North Country                                   |      |
| Ziyi Zhang              | Memoirs of a Geisha                             |      |
| 2006 (13e)              |                                                 |      |
| Helen Mirren            | The Queen                                       |      |
| Penélope Cruz           | Volver                                          |      |
| Judi Dench              | Notes on a Scandal                              |      |
| Meryl Streep            | The Devil Wears Prada                           |      |
| Kate Winslet            | Little Children                                 |      |
| 2007 (14e)              |                                                 |      |
| Julie Christie          | Away from Her                                   |      |
| Cate Blanchett          | Elizabeth: The Golden Age                       |      |
| Marion Cotillard        | La Vie en Rose                                  |      |
| Angelina Jolie          | A Mighty Heart                                  |      |
| Ellen Page              | Juno                                            |      |
| 2008 (15e)              |                                                 |      |
| Meryl Streep            | Doubt                                           |      |
| Anne Hathaway           | Rachel Getting Married                          |      |
| Angelina Jolie          | Changeling                                      |      |
| Melissa Leo             | Frozen River                                    |      |
| Kate Winslet            | Revolutionary Road                              |      |
| 2009 (16e)              |                                                 |      |
| Sandra Bullock          | The Blind Side                                  |      |
| Helen Mirren            | The Last Station                                |      |
| Carey Mulligan          | An Education                                    |      |
| Gabourey Sidibe         | Precious: Based on the Novel "Push" by Sapphire |      |
| Meryl Streep            | Julie & Julia                                   |      |

### 2010-2019
| Jaar               | Acteur                                    | Film |
| ------------------ | ----------------------------------------- | ---- |
| 2010 (17e)         |                                           |      |
| Natalie Portman    | Black Swan                                |      |
| Annette Bening     | The Kids Are All Right                    |      |
| Nicole Kidman      | Rabbit Hole                               |      |
| Jennifer Lawrence  | Winter's Bone                             |      |
| Hilary Swank       | Conviction                                |      |
| 2011 (18e)         |                                           |      |
| Viola Davis        | The Help                                  |      |
| Glenn Close        | Albert Nobbs                              |      |
| Meryl Streep       | The Iron Lady                             |      |
| Tilda Swinton      | We Need to Talk About Kevin               |      |
| Michelle Williams  | My Week with Marilyn                      |      |
| 2012 (19e)         |                                           |      |
| Jennifer Lawrence  | Silver Linings Playbook                   |      |
| Jessica Chastain   | Zero Dark Thirty                          |      |
| Marion Cotillard   | Rust and Bone                             |      |
| Helen Mirren       | Hitchcock                                 |      |
| Naomi Watts        | The Impossible                            |      |
| 2013 (20e)         |                                           |      |
| Cate Blanchett     | Blue Jasmine                              |      |
| Sandra Bullock     | Gravity                                   |      |
| Judi Dench         | Philomena                                 |      |
| Meryl Streep       | August: Osage County                      |      |
| Emma Thompson      | Saving Mr. Banks                          |      |
| 2014 (21e)         |                                           |      |
| Julianne Moore     | Still Alice                               |      |
| Jennifer Aniston   | Cake                                      |      |
| Felicity Jones     | The Theory of Everything                  |      |
| Rosamund Pike      | Gone Girl                                 |      |
| Reese Witherspoon  | Wild                                      |      |
| 2015 (22e)         |                                           |      |
| Brie Larson        | Room                                      |      |
| Cate Blanchett     | Carol                                     |      |
| Helen Mirren       | Woman in Gold                             |      |
| Saoirse Ronan      | Brooklyn                                  |      |
| Sarah Silverman    | I Smile Back                              |      |
| 2016 (23e)         |                                           |      |
| Emma Stone         | La La Land                                |      |
| Amy Adams          | Arrival                                   |      |
| Emily Blunt        | The Girl on the Train                     |      |
| Natalie Portman    | Jackie                                    |      |
| Meryl Streep       | Florence Foster Jenkins                   |      |
| 2017 (24e)         |                                           |      |
| Frances McDormand  | Three Billboards Outside Ebbing, Missouri |      |
| Judi Dench         | Victoria & Abdul                          |      |
| Sally Hawkins      | The Shape of Water                        |      |
| Margot Robbie      | I, Tonya                                  |      |
| Saoirse Ronan      | Lady Bird                                 |      |
| 2018 (25e)         |                                           |      |
| Glenn Close        | The Wife                                  |      |
| Emily Blunt        | Mary Poppins Returns                      |      |
| Olivia Colman      | The Favourite                             |      |
| Lady Gaga          | A Star Is Born                            |      |
| Melissa McCarthy   | Can You Ever Forgive Me?                  |      |
| 2019 (26e)         |                                           |      |
| Renée Zellweger    | Judy                                      |      |
| Cynthia Erivo      | Harriet                                   |      |
| Scarlett Johansson | Marriage Story                            |      |
| Lupita Nyong'o     | Us                                        |      |
| Charlize Theron    | Bombshell                                 |      |

### 2020-2029
| Jaar               | Acteur                            | Film |
| ------------------ | --------------------------------- | ---- |
| 2020 (27e)         |                                   |      |
| Viola Davis        | Ma Rainey's Black Bottom          |      |
| Amy Adams          | Hillbilly Elegy                   |      |
| Vanessa Kirby      | Pieces of a Woman                 |      |
| Frances McDormand  | Nomadland                         |      |
| Carey Mulligan     | Promising Young Woman             |      |
| 2021 (28e)         |                                   |      |
| Jessica Chastain   | The Eyes of Tammy Faye            |      |
| Olivia Colman      | The Lost Daughter                 |      |
| Lady Gaga          | House of Gucci                    |      |
| Jennifer Hudson    | Respect                           |      |
| Nicole Kidman      | Being the Ricardos                |      |
| 2022 (29e)         |                                   |      |
| Michelle Yeoh      | Everything Everywhere All at Once |      |
| Cate Blanchett     | Tár                               |      |
| Viola Davis        | The Woman King                    |      |
| Ana de Armas       | Blonde                            |      |
| Danielle Deadwyler | Till                              |      |
| 2023 (30e)         |                                   |      |
| Lily Gladstone     | Killers of the Flower Moon        |      |
| Annette Bening     | Nyad                              |      |
| Carey Mulligan     | Maestro                           |      |
| Margot Robbie      | Barbie                            |      |
| Emma Stone         | Poor Things                       |      |
| 2024 (31e)         |                                   |      |
| Demi Moore         | The Substance                     |      |
| Pamela Anderson    | The Last Showgirl                 |      |
| Cynthia Erivo      | Wicked                            |      |
| Karla Sofía Gascón | Emilia Pérez                      |      |
| Mikey Madison      | Anora                             |      |